# Oxalis tetraphylla
Oxalis tetraphylla Cav., 1795 è una pianta erbacea perenne appartenente alla famiglia delle Oxalidacee.
Per la sua somiglianza ad un quadrifoglio a causa delle foglie a quattro lobi, ed analoga macchia rosso-bruna su queste, viene comunemente confuso con gli appartenenti al genere Trifolium.

## Etimologia
Il nome generico tetraphylla deriva dal greco τετρα- tetra- (da τετράς tetrás ‘quattro’) e φύλλα phýlla (nominativo plurale neutro di φύλλον phýllon ‘foglia’).

## Distribuzione e habitat
La specie è diffusa in  Messico e America centrale (El Salvador, Guatemala, Panama).

## Galleria d'immagini

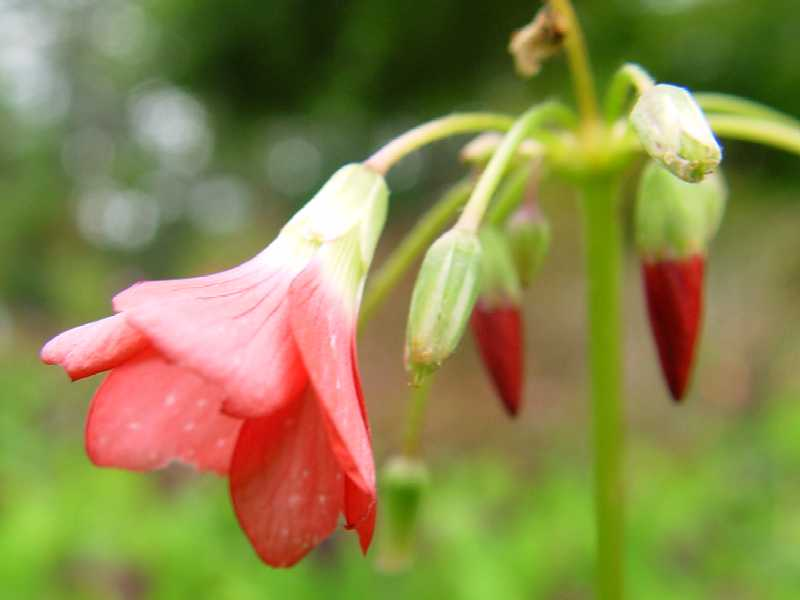
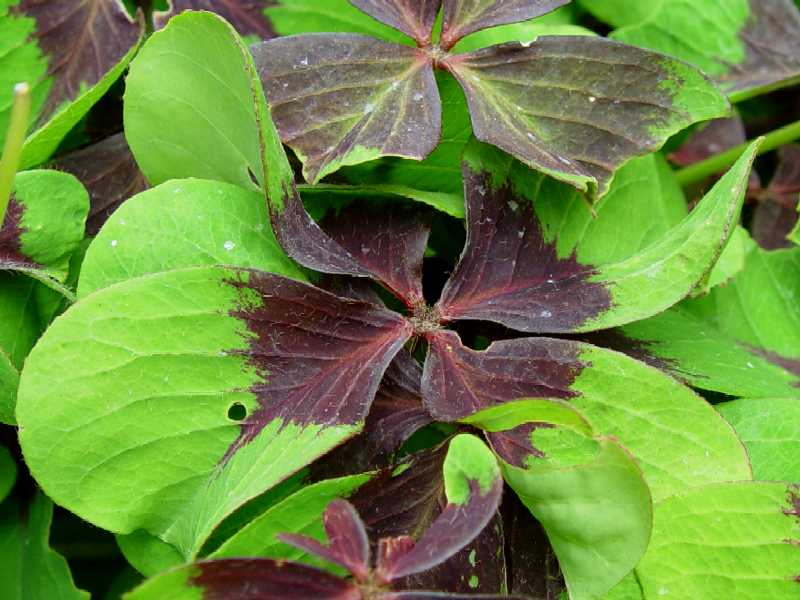
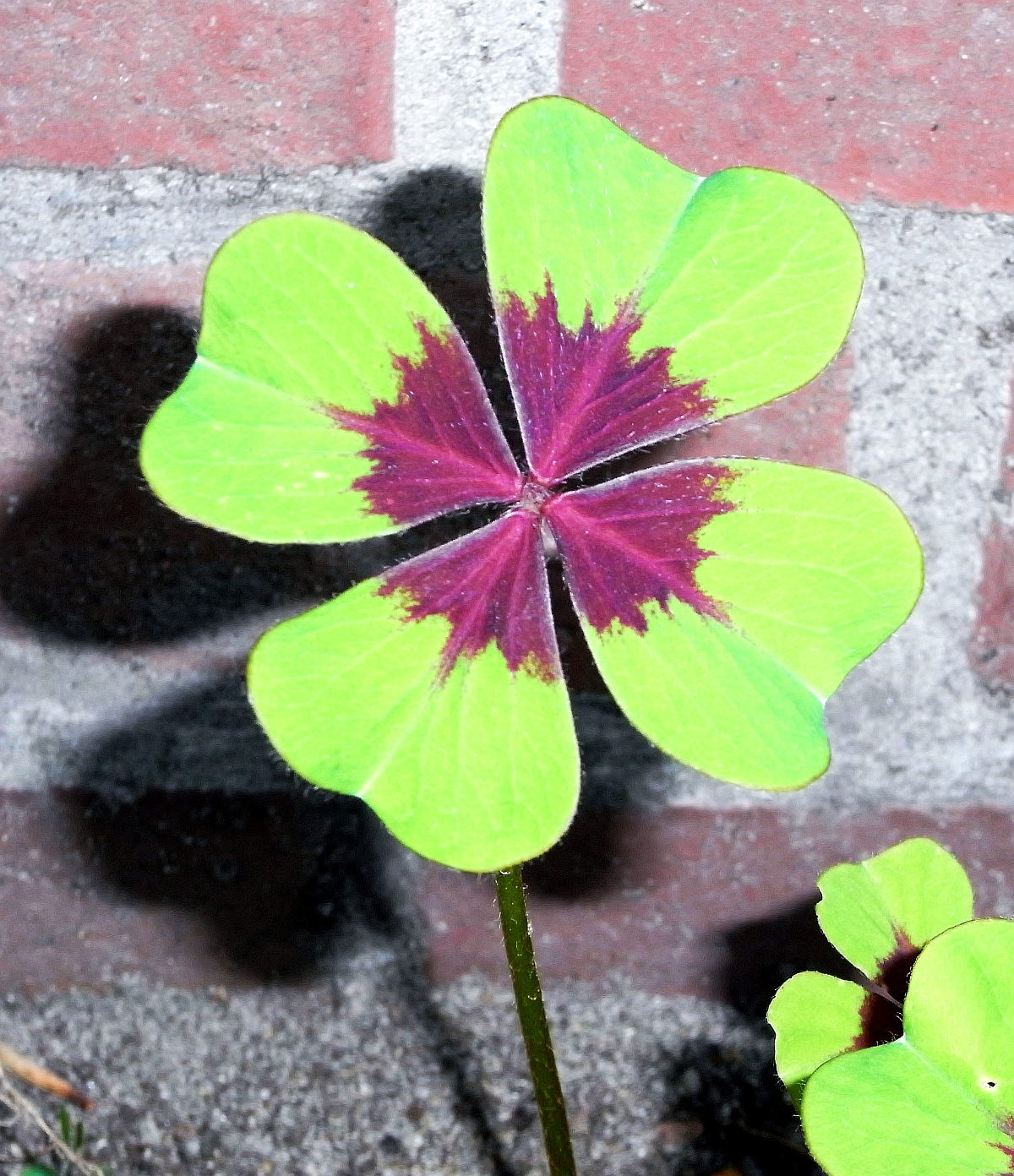